# Armeniens U/20-fodboldlandshold
Armeniens U/20-fodboldlandshold er det nationale fodboldhold i Armenien for spillere under 20 år, og landsholdet bliver administreret af Հայաստանի Ֆուտբոլի Ֆեդերացիա.
| Fodbold | Spire Denne artikel om fodbold er en spire som bør udbygges. Du er velkommen til at hjælpe Wikipedia ved at udvide den. |